# Malin Siwe
Malin Elisabet Siwe, född 10 april 1961, är en svensk journalist som bland annat skriver krönikor med kritisk analys av det svenska välfärdssamhället. Hon fick 2005 utmärkelsen Årets krönikör på Tidskriftsdagen, som arrangeras av tidningen Resumé. Siwe har bland annat varit journalist för Veckans Affärer, Finanstidningen, Metro, Affärsvärlden och Dagens Nyheter. Sedan 2010 är hon anställd som ledarskribent på Expressen.
Ideologiskt är hon borgerlig. Hon har kritiserat vänsterfeminismen och uttryckt stöd för Folkpartiets omläggning av skolpolitiken .

## Citat
"Män och kvinnor gör sina val. Och det är inte mer synd om det ena könet än det andra. Det som är synd är att vänstern försöker förvanska verkligheten och göra kvinnor till offer när de inte är det."